# Halectinosoma similidistinctum
Halectinosoma similidistinctum är en kräftdjursart som beskrevs av Lang 1965. Halectinosoma similidistinctum ingår i släktet Halectinosoma och familjen Ectinosomatidae. Inga underarter finns listade i Catalogue of Life.